# Remigia alterna
Remigia alterna là một loài bướm đêm trong họ Erebidae.